# Crni Potok (Podcrkavlje)
Crni Potok is een plaats in de gemeente Podcrkavlje in de Kroatische provincie Brod-Posavina. De plaats telt 0 inwoners (2001).